# Lista de deputados estaduais de Mato Grosso da 7.ª legislatura
Esta é a lista de deputados estaduais do Mato Grosso para a legislatura 1971–1975. Nas eleições foram eleitos deputados estaduais.

## Composição das bancadas
| Partido | Líder            | Bancada | Posição  |
| ------- | ---------------- | ------- | -------- |
| ARENA   | Benedito Canelas | 16 / 18 | Governo  |
| MDB     | Cecílio Gaeta    | 2 / 18  | Oposição |

## Deputados Estaduais
Segundo o Tribunal Superior Eleitoral a ARENA conquistou dezesseis vagas em disputa contra duas do MDB.
| Número | Deputados estaduais eleitos | Partido | Votação | Percentual | Cidade onde nasceu | Unidade federativa |
| 11810  | Maçao Tadano                | ARENA   | 10.476  |            | Cornélio Procópio  | Paraná             |
| 11767  | Vicente Vuolo               | ARENA   | 10.436  |            | Cuiabá             | Mato Grosso        |
| 11427  | Nelson Almeida              | ARENA   | 9.283   |            | Cuiabá             | Mato Grosso        |
| 11260  | Benedito Canelas            | ARENA   | 8.987   |            | São Manuel         | São Paulo          |
| 11389  | Oscar Soares                | ARENA   | 8.842   |            | Água Boa           | Mato Grosso        |
| 11310  | Alexandrino Marques         | ARENA   | 7.970   |            | Guiratinga         | Mato Grosso        |
| 11780  | Ruben Figueiró              | ARENA   | 7.408   |            | Rio Brilhante      | Mato Grosso do Sul |
| 11118  | Valdomiro Gonçalves         | ARENA   | 7.381   |            | Paranaíba          | Mato Grosso do Sul |
| 11868  | Ivo Cersósimo               | ARENA   | 6.767   |            | Pompeia            | São Paulo          |
| 11398  | Levy Dias                   | ARENA   | 6.525   |            | Aquidauana         | Mato Grosso do Sul |
| 11264  | Joaquim Nunes Rocha         | ARENA   | 6.438   |            | Tocantinópolis     | Tocantins          |
| 11519  | Venício da Silva            | ARENA   | 6.421   |            | Rondonópolis       | Mato Grosso        |
| 11278  | Antônio Lins                | ARENA   | 6.226   |            | Cuiabá             | Mato Grosso        |
| 11798  | Afro Stefanini              | ARENA   | 6.056   |            | Campo Grande       | Mato Grosso do Sul |
| 11402  | Carlos Albanese             | ARENA   | 6.043   |            | Nova Mutum         | Mato Grosso        |
| 11603  | Londres Machado             | ARENA   | 5.826   |            | Rio Brilhante      | Mato Grosso do Sul |
| 15191  | Cecílio Gaeta               | MDB     | 4.952   |            | Cuiabá             | Mato Grosso        |
| 15915  | Cleómenes da Cunha          | MDB     | 4.244   |            | Campo Grande       | Mato Grosso do Sul |